# Вишевич, Томислав
Томислав Вишевич (хорв. Tomislav Višević; 9 декабря 1980, Карлсруэ, ФРГ) — хорватский футболист с боснийским корнями, защитник.

## Биография
Начал профессиональную карьеру в «Цибалии». С 2001 года по 2002 год выступал за «Посушье». Летом 2002 года перешёл запорожский «Металлург». В чемпионате Украины дебютировал 17 июля 2002 года в матче против донецкого «Шахтёра» (0:1). Летом 2004 года покинул «Металлург» из-за различных проблем в статусе свободного агента. После играл за бакинские «Нефтчи» и «Олимпик», боснийский «Посушье» и польский «Заглембе» из Любина. Летом 2007 года перешёл в «Осиек».

## Достижения
- Чемпион Азербайджана: 2004/05
- Чемпион Польши: 2006/07